# Атака (річка)
Атака (рос. Вербовка) — річка в Україні, у Сквирському й Попільнянському районах Київської й Житомирської областей. Права притока Роставиці, (басейн Дністра).

## Опис
Довжина річки приблизно 6,32 км, найкоротша відстань між витоком і гирлом — 4,99 км, коефіцієнт звивистості річки —1,27. Формується багатьма безіменними струмками та загатами.

## Розташування
Бере початок в урочищі Атака. Тече переважно на північний захід через село Миньківці і на південно-західній околиці села Соколів Брід впадає у річку Роставицю, ліву притоку Росі.

## Цікавинка
- На мапі генштаба річка називається Вербівка.